# Jewgeni Sinkowski

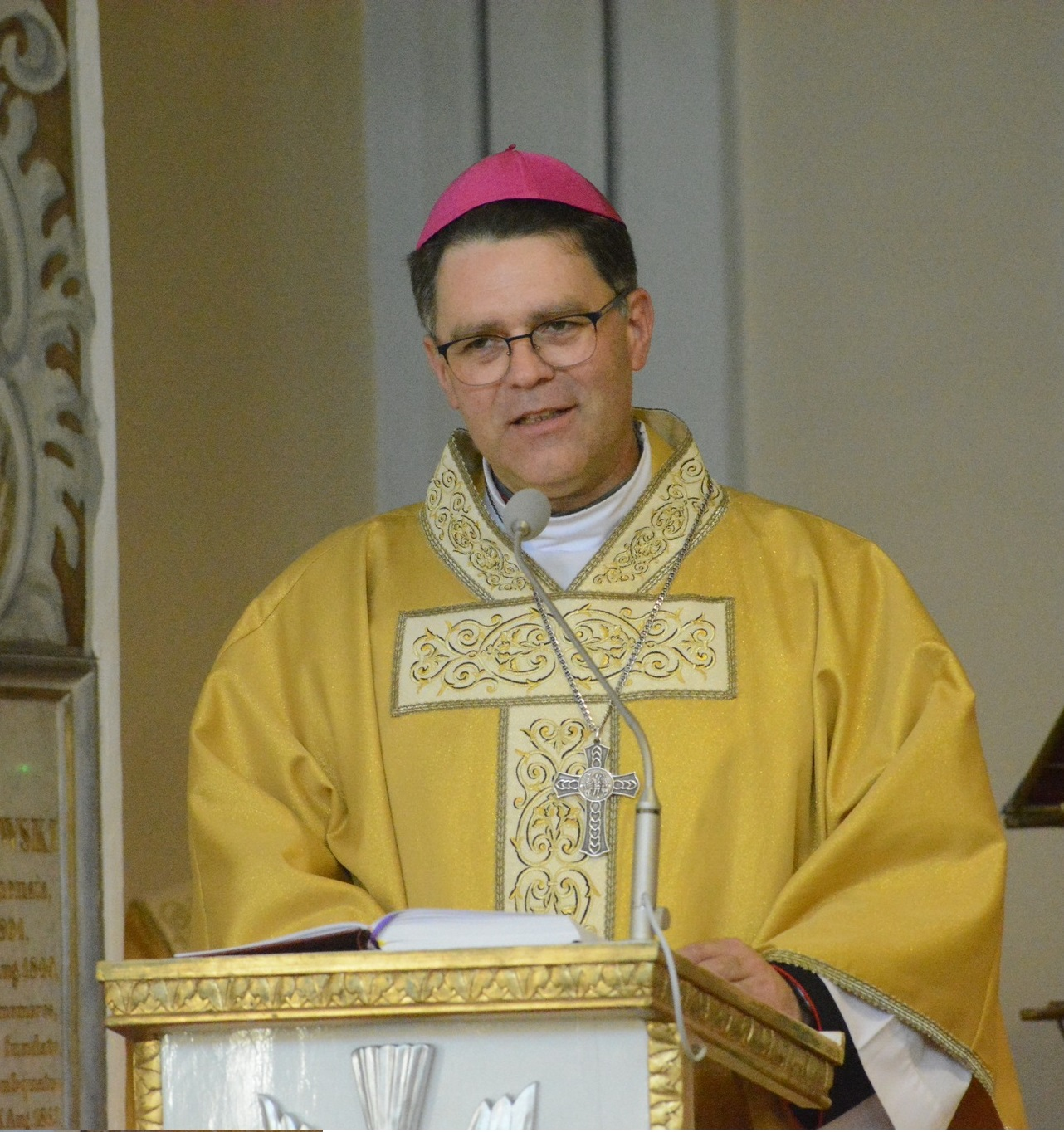
Jewgeni Sinkowski, 2022

Jewgeni Sinkowski (russisch und kasachisch Евгений Зинковский; * 27. Juli 1975 in Schortandy, Kasachische SSR) ist ein kasachischer Geistlicher und römisch-katholischer Weihbischof in Karaganda.

## Leben
Jewgeni Sinkowski absolvierte seine philosophischen und theologischen Studien im polnischen Gnesen und empfing am 1. August 1999 das Sakrament der Priesterweihe für das Bistum Karaganda. Nach der Priesterweihe war er zunächst Kaplan an der damaligen Kathedrale St. Joseph und studierte anschließend von 2001 bis 2003 in Rom an der Päpstlichen Universität Santa Croce, an der er das Lizenziat in Philosophie erwarb. Nach der Rückkehr nach Kasachstan war er von 2003 bis 2011 in der Pfarrseelsorge tätig. Seit 2011 war er Kanzler der Diözesankurie und ab 2015 Generalvikar des Bistums Karaganda. Im Jahr 2018 wurde er an der Päpstlichen Universität Johannes Paul II. in Krakau im Fach Philosophie promoviert.
Am 29. Juni 2021 ernannte ihn Papst Franziskus zum Titularbischof von Maiuca und zum Weihbischof in Karaganda. Der Bischof von Karaganda, Adelio Dell’Oro, spendete ihm am 12. September desselben Jahres die Bischofsweihe. Mitkonsekratoren waren der Erzbischof von Astana, Tomasz Peta, und der Apostolische Nuntius in Kasachstan, Erzbischof Francis Assisi Chullikatt.
Jewgeni Sinkowski wurde im April 2022 zum Generalsekretär der neuen Zentralasiatischen Bischofskonferenz gewählt, die im Herbst 2021 neu begründet wurde und der die Bischöfe von Kasachstan, Kirgisistan, Tadschikistan, Turkmenistan, Usbekistan, der Mongolei und Afghanistan angehören.